# Мамошук Марія Русланівна
Марія Русланівна Мамошук (біл. Марыя Русланаўна Мамошук; нар. 31 серпня 1992, Зябровка, Гомельський район, Гомельська область) — білоруська борчиня вільного стилю, чемпіонка та дворазова срібна призерка чемпіонатів Європи, бронзова призерка Європейських ігор, срібна призерка Олімпійських ігор. Перша білоруська борчиня, що здобула олімпійську нагороду. Майстер спорту Білорусі міжнародного класу з вільної боротьби.

## Біографія
Боротьбою почала займатися з 2005 року. Першим тренером був Петро Бабей, під його керівництвом тренувалася 4 роки. Після вступу до Гомельського училища олімпійського резерву почала тренуватися у Георгія Джангірова. На другому курсі Гомельського державного університету імені Франциска Скорини у неї знову змінився тренер. Ним став Сергій Смаль. Виступає за Гомельську школу вищої спортивної майстерності.
У 2009 році стала бронзовою призеркою чемпіонату Європи серед кадетів, у 2012 — віце-чемпіонкою юніорської континентальної першості. У 2014 році повторила це досягнення, але вже на дорослому рівні. У 2015 році завоювала золоту нагороду молодіжного чемпіонату Європи у віковій групі до 23 років. 2016 рік наразі став найуспішнішим для білоруської борчині. У фіналі дорослої європейської першості вона здолала ізаїльтянку Ілану Кратиш і стала чемпіонкою, а на літніх Олімпійських іграх в Ріо-де-Жанейро завоювала срібло, поступившись у вирішальній сутичці японці Рісако Каваї.
Є магістрантом Гомельського державного університету імені Франциска Скорини.

## Спортивні результати на міжнародних змаганнях

### Виступи на Олімпіадах
| Змагання                    | Збірна   | Вагова категорія          | Місце  |
| --------------------------- | -------- | ------------------------- | ------ |
| Літні Олімпійські ігри 2016 | Білорусь | жіноча боротьба, до 63 кг | Срібло |

### Виступи на Чемпіонатах світу
| Змагання                        | Збірна   | Вагова категорія          | Місце |
| ------------------------------- | -------- | ------------------------- | ----- |
| Чемпіонат світу з боротьби 2013 | Білорусь | жіноча боротьба, до 63 кг | 9     |
| Чемпіонат світу з боротьби 2014 | Білорусь | жіноча боротьба, до 63 кг | 7     |
| Чемпіонат світу з боротьби 2015 | Білорусь | жіноча боротьба, до 63 кг | 10    |
| Чемпіонат світу з боротьби 2017 | Білорусь | жіноча боротьба, до 69 кг | 8     |
| Чемпіонат світу з боротьби 2018 | Білорусь | жіноча боротьба, до 68 кг | 5     |
| Чемпіонат світу з боротьби 2019 | Білорусь | жіноча боротьба, до 68 кг | 18    |

### Виступи на Чемпіонатах Європи
| Змагання                         | Збірна   | Вагова категорія          | Місце  |
| -------------------------------- | -------- | ------------------------- | ------ |
| Чемпіонат Європи з боротьби 2013 | Білорусь | жіноча боротьба, до 63 кг | 14     |
| Чемпіонат Європи з боротьби 2014 | Білорусь | жіноча боротьба, до 63 кг | Срібло |
| Чемпіонат Європи з боротьби 2016 | Білорусь | жіноча боротьба, до 69 кг | Золото |
| Чемпіонат Європи з боротьби 2017 | Білорусь | жіноча боротьба, до 69 кг | Срібло |

### Виступи на Європейських іграх
| Змагання              | Збірна   | Вагова категорія          | Місце  |
| --------------------- | -------- | ------------------------- | ------ |
| Європейські ігри 2015 | Білорусь | жіноча боротьба, до 63 кг | Бронза |
| Європейські ігри 2019 | Білорусь | жіноча боротьба, до 68 кг | 10     |

### Виступи на Універсіадах
| Змагання               | Збірна   | Вагова категорія          | Місце  |
| ---------------------- | -------- | ------------------------- | ------ |
| Літня Універсіада 2013 | Білорусь | жіноча боротьба, до 63 кг | Бронза |

### Виступи на інших змаганнях
| Змагання                                                        | Збірна   | Вагова категорія          | Місце  |
| --------------------------------------------------------------- | -------- | ------------------------- | ------ |
| Турнір Дана Колова — Николи Петрова 2012                        | Білорусь | жіноча боротьба, до 63 кг | Бронза |
| Київський Міжнародний турнір з боротьби 2012                    | Білорусь | жіноча боротьба, до 63 кг | 14     |
| Олімпійський кваліфікаційний турнір з боротьби 2012 (Гельсінкі) | Білорусь | жіноча боротьба, до 63 кг | 14     |
| Гран-прі Німеччини з боротьби 2012                              | Білорусь | жіноча боротьба, до 63 кг | Срібло |
| Турнір Олександра Медведя 2012                                  | Білорусь | жіноча боротьба, до 63 кг | Золото |
| Київський Міжнародний турнір з боротьби 2013                    | Білорусь | жіноча боротьба, до 63 кг | 5      |
| Турнір Олександра Медведя 2013                                  | Білорусь | жіноча боротьба, до 63 кг | Срібло |
| Гран-прі Німеччини з боротьби 2013                              | Білорусь | жіноча боротьба, до 63 кг | 10     |
| Меморіал Вацлава Циолковського 2013                             | Білорусь | жіноча боротьба, до 63 кг | Золото |
| Гран-прі Іспанії з боротьби 2014                                | Білорусь | жіноча боротьба, до 63 кг | 5      |
| Відкритий чемпіонат Польщі з боротьби 2014                      | Білорусь | жіноча боротьба, до 63 кг | Бронза |
| Вогні Москви 2014                                               | Білорусь | жіноча боротьба, до 63 кг | 4      |
| Гран-прі «Іван Яригін» 2015                                     | Білорусь | жіноча боротьба, до 63 кг | Бронза |
| Гран-прі Німеччини з боротьби 2015                              | Білорусь | жіноча боротьба, до 63 кг | Бронза |
| Відкритий чемпіонат Польщі з боротьби 2015                      | Білорусь | жіноча боротьба, до 63 кг | Золото |
| Золотий Гран-прі з боротьби 2015                                | Білорусь | жіноча боротьба, до 63 кг | 8      |
| Гран-прі Парижа з боротьби 2016                                 | Білорусь | жіноча боротьба, до 63 кг | Золото |
| Турнір Олександра Медведя 2016                                  | Білорусь | жіноча боротьба, до 63 кг | Золото |
| Олімпійський кваліфікаційний турнір з боротьби 2016 (Зренянин)  | Білорусь | жіноча боротьба, до 63 кг | Золото |
| Гран-прі Іспанії з боротьби 2016                                | Білорусь | жіноча боротьба, до 63 кг | Золото |
| Pro Wrestling League 2017                                       | Білорусь | команда                   | 6      |
| Klippan Lady Open 2017                                          | Білорусь | жіноча боротьба, до 63 кг | 20     |
| Відкритий чемпіонат Польщі з боротьби 2017                      | Білорусь | жіноча боротьба, до 69 кг | Срібло |
| Турнір Олександра Медведя 2017                                  | Білорусь | жіноча боротьба, до 69 кг | 5      |
| Панамериканський чемпіонат з боротьби 2018                      | Білорусь | жіноча боротьба, до 68 кг | Срібло |
| Турнір міста Сассарі з боротьби 2019                            | Білорусь | жіноча боротьба, до 68 кг | 5      |
| Турнір Яшара Догу 2019                                          | Білорусь | жіноча боротьба, до 68 кг | Золото |
| Відкритий чемпіонат Польщі з боротьби 2019                      | Білорусь | жіноча боротьба, до 68 кг | Бронза |

### Виступи на змаганнях молодших вікових груп
| Змагання                                       | Збірна   | Вагова категорія          | Місце  |
| ---------------------------------------------- | -------- | ------------------------- | ------ |
| Чемпіонат Європи з боротьби серед кадетів 2008 | Білорусь | жіноча боротьба, до 56 кг | 11     |
| Чемпіонат Європи з боротьби серед кадетів 2009 | Білорусь | жіноча боротьба, до 60 кг | Бронза |
| Чемпіонат Європи з боротьби серед юніорів 2012 | Білорусь | жіноча боротьба, до 63 кг | Срібло |
| Чемпіонат Європи з боротьби до 23 років 2015   | Білорусь | жіноча боротьба, до 63 кг | Золото |